# Медресе Исмоилходжи
Медресе Исмоилходжи (узб. Ismoilxoja madrasasi) — утраченное здание медресе в Бухаре (Узбекистан), воздвигнутое в 1822—1823 годах, по инициативе Мухаммада Собирходжи, во время правления бухарского эмира Хайдара.

## История
Медресе Исмоилходжи было построено в 1822—1823 годах Мухаммадом Собирходжа валади сайид Мухаммадходжи в махалле Мухаммадёр аталык, во время правления бухарского эмира Хайдара. Медресе имело два этажа, купол, внешний и внутренний двор, а также небольшую мечеть. На западе от медресе Исмоилходжа находился караван-сарай, известный как Урганджисарай, и ханака Мухаммадёр аталыка, а на юге и востоке находились владения, принадлежавшие основателю медресе.
Мухаммада Собирходжи выделил для медресе 78,5 танобов (стандартный участок земли размером в 60 гектар) свободной земли, 100 танобов земли на кладбище Кабутархона в городском районе Бухары, три магазина и двух продавцов семян в махалле Шох. Он сам был попечителем медресе в должности мударриса. Его отец был назначен в мударрисом в мечеть при медресе. После его смерти, должность должны получить его потомки. Семье Мухаммада Собирходжи были выделены десять комнат на восточной стороне медресе Исмоилходжи.
Исследователь исламской архитектуры Бухары Абдусаттор Джуманазаров, изучив ряд учредительных документов, касающихся медресе, собрал некоторые сведения об истории медресе. В частности, мулла Абдурауф был мударрисом в медресе Исмоилходжи с зарплатой в 100 таньга. В начале XX века мулла Абдукаримбек преподавал студентам в медресе. Садри Зийо писал, что в этом медресе было 33 комнаты и оно было построено в среднеазиатском архитектурном стиле с использованием традиционных материалов.